# (3793) Leonteus
(3793) Leonteus ist ein Asteroid aus der Gruppe der Jupiter-Trojaner. Damit werden Asteroiden bezeichnet, die auf den Lagrange-Punkten auf der Bahn des Jupiter um die Sonne laufen. (3793) Leonteus wurde am 11. Oktober 1985 von der US-amerikanischen Astronomin Carolyn Shoemaker entdeckt. Er ist dem Lagrangepunkt L4 zugeordnet.
Benannt ist der Asteroid nach dem mythologischen griechischen Krieger Leonteus, der im Trojanischen Krieg kämpfte.